# Спаррман, Андерс
Андерс Спаррман (также Шпарман швед. Anders Sparrman, 27 февраля 1748 — 9 августа 1820) — шведский биолог, ботаник, орнитолог и врач, один из «апостолов Линнея».

## Биография
Андерс Спаррман родился 27 февраля 1748 года.
В возрасте 9 лет он поступил в Уппсальский университет. В 14 лет Андерс Спаррман начал своё медицинское образование. Он стал одним из выдающихся учеников Карла Линнея. 
С 1765 по 1767 год Андерс Спаррман участвовал в научной экспедиции в Китае. С 1771 по 1772 год он был в научной экспедиции в Южной Африке. С 1772 по 1775 год Андерс Спаррман участвовал в научных экспедициях в Океании и в Южной Америке, в 1775 году в Южной Африке. После возвращения в Швецию в 1776 году он был назначен хранителем природных исторических коллекций Шведской королевской академии наук в 1780 году.
Андерс Спаррман был избран членом Шведской королевской академии наук. В 1781 году он стал профессором естествознания и фармакологии. В 1787 году он участвовал в экспедиции в Западной Африке.
Андерс Спаррман умер в Стокгольме 9 августа 1820 года.

## Научная деятельность
Андерс Спаррман специализировался на семенных растениях.

## Научные работы
- The Diseases of Children, and their Remedies. (London, 1776).
- Resa till Goda Hopps-Udden, södra Polkretsen och omkring Jordklotet, samt till Hottentott-och Caffer-Landen Åren 1772—1776. (Stockholm, Band 1: 1783; Band 2 Teil 1: 1802; Band 2 Teil 2: 1818).
- Museum Carlsonianum, in quo novas et selectas aves, coloribus ad vivum brevique descriptione illustratas, suasu et sumtibus generosissimi possessoris. (1786—1789, in 4 Teilen veröffentlicht).
- Svensk Ornithologie Med efter naturen colorerade tekningar. (1805—1816, in 11 Teilen veröffentlicht).